# Wennemar Heket
Wennemar Heket (* im 14. Jahrhundert; † im 15. Jahrhundert) war Domherr in Münster.

## Leben
Wennemar Heket entstammte einem Essener Rittergeschlecht und war der Sohn des gleichnamigen Knappen Wennemar Heket und dessen Gemahlin Walburgis.
Am 9. Oktober 1413 ordnete der Gegenpapst Johannes XXIII an, das durch den Tod des Domherrn Wernerus de Went frei gewordene münsterische Domkanonikat mit 12 Mark jährlichen Einkünften in Wennemars Besitz zu bringen. Zusammen mit seinen Eltern weilte er am 5. Juni 1416 auf dem Konstanzer Konzil. Wegen seiner Weigerung, das Kapitelstatut über die Präbendenvergabe zu billigen, wurden seine Pfründe am 6. Februar 1432 für verlustig erklärt. Über seinen weiteren Lebensweg gibt die Quellenlage keinen Aufschluss.